# Морояма
Морояма (яп. 毛呂山町 Морояма-мати) — посёлок в Японии, находящийся в уезде Ирума префектуры Сайтама. Площадь посёлка составляет 34,03 км², население — 37 927 человек (1 августа 2014), плотность населения — 1114,52 чел./км².

## Географическое положение
Посёлок расположен на острове Хонсю в префектуре Сайтама региона Канто. С ним граничат города Цуругасима, Сакадо, Хидака, Ханно и посёлки Огосе, Хатояма.

## Население
Население посёлка составляет 37 927 человек (1 августа 2014), а плотность — 1114,52 чел./км². Изменение численности населения с 1980 по 2005 годы:
| 1980 | 31 197 чел. |  |
| 1985 | 34 467 чел. |  |
| 1990 | 38 746 чел. |  |
| 1995 | 39 808 чел. |  |
| 2000 | 39 711 чел. |  |
| 2005 | 39 122 чел. |  |

## Символика
Деревом посёлка считается Citrus junos, цветком — хризантема, птицей — Zosterops japonicus.